# Astana Pro Team 2017
Questa voce raccoglie le informazioni riguardanti la squadra ciclistica Astana Pro Team nelle competizioni ufficiali della stagione 2017.

## Organico

### Staff tecnico
|  | Naz.                  | Ruolo | Sportivo            |  |  |  |
|  | --------------------- | ----- | ------------------- |  |  |  |
|  | Kazakistan (bandiera) | GM    | Aleksandr Vinokurov |  |  |  |
|  | Kazakistan (bandiera) | DS    | Dmitrij Fofonov     |  |  |  |
|  | Italia (bandiera)     | DS    | Bruno Cenghialta    |  |  |  |
|  | Kazakistan (bandiera) | DS    | Sergej Jakovlev     |  |  |  |
|  | Italia (bandiera)     | DS    | Giuseppe Martineli  |  |  |  |
|  | Danimarca (bandiera)  | DS    | Lars Michaelsen     |  |  |  |
|  | Kazakistan (bandiera) | DS    | Dmitrij Sedun       |  |  |  |
|  | Kazakistan (bandiera) | DS    | Aleksandr Šefer     |  |  |  |
|  | Italia (bandiera)     | DS    | Stefano Zanini      |  |  |  |

### Rosa
|  | Naz.                  |  | Sportivo                     | Anno |  |  |
|  | --------------------- |  | ---------------------------- | ---- |  |  |
|  | Italia (bandiera)     |  | Fabio Aru                    | 1990 |  |  |
|  | Spagna (bandiera)     |  | Pello Bilbao                 | 1990 |  |  |
|  | Kazakistan (bandiera) |  | Žandos Bižigitov             | 1991 |  |  |
|  | Danimarca (bandiera)  |  | Matti Breschel               | 1984 |  |  |
|  | Italia (bandiera)     |  | Dario Cataldo                | 1985 |  |  |
|  | Russia (bandiera)     |  | Sergej Černeckij             | 1990 |  |  |
|  | Belgio (bandiera)     |  | Laurens De Vreese            | 1988 |  |  |
|  | Kazakistan (bandiera) |  | Daniil Fominych              | 1991 |  |  |
|  | Danimarca (bandiera)  |  | Jakob Fuglsang               | 1985 |  |  |
|  | Italia (bandiera)     |  | Oscar Gatto                  | 1985 |  |  |
|  | Kazakistan (bandiera) |  | Evgenij Gidič (stagista)     | 1985 |  |  |
|  | Kazakistan (bandiera) |  | Dmitrij Gruzdev              | 1986 |  |  |
|  | Danimarca (bandiera)  |  | Jesper Hansen                | 1984 |  |  |
|  | Ucraina (bandiera)    |  | Andrij Hrivko                | 1983 |  |  |
|  | Kazakistan (bandiera) |  | Arman Kamyšev                | 1987 |  |  |
|  | Estonia (bandiera)    |  | Tanel Kangert                | 1987 |  |  |
|  | Norvegia (bandiera)   |  | Truls Engen Korsæth          | 1993 |  |  |
|  | Kazakistan (bandiera) |  | Bachtijar Kožataev           | 1992 |  |  |
|  | Estonia (bandiera)    |  | Karl Patrick Lauk (stagista) | 1985 |  |  |
|  | Colombia (bandiera)   |  | Miguel Ángel López           | 1994 |  |  |
|  | Kazakistan (bandiera) |  | Aleksej Lucenko              | 1992 |  |  |
|  | Italia (bandiera)     |  | Riccardo Minali              | 1995 |  |  |
|  | Italia (bandiera)     |  | Moreno Moser                 | 1989 |  |  |
|  | Spagna (bandiera)     |  | Luis León Sánchez            | 1983 |  |  |
|  | Italia (bandiera)     |  | Michele Scarponi             | 1979 |  |  |
|  | Kazakistan (bandiera) |  | Nikita Stal'nov              | 1991 |  |  |
|  | Italia (bandiera)     |  | Paolo Tiralongo              | 1977 |  |  |
|  | Kazakistan (bandiera) |  | Ruslan Tileubaev             | 1987 |  |  |
|  | Danimarca (bandiera)  |  | Michael Valgren Andersen     | 1992 |  |  |
|  | Kazakistan (bandiera) |  | Artëm Zacharov               | 1991 |  |  |
|  | Kazakistan (bandiera) |  | Andrej Zejc                  | 1986 |  |  |

## Palmarès

### Corse a tappe
World Tour
- Critérium du Dauphiné

6ª tappa (Jakob Fuglsang)
8ª tappa (Jakob Fuglsang)
Classifica generale (Jakob Fuglsang)
- Tour de France

5ª tappa (Fabio Aru)
- Vuelta a España

5ª tappa (Aleksej Lucenko)
11ª tappa (Miguel Ángel López)
15ª tappa (Miguel Ángel López)
Continental
- Tour of the Alps

1ª tappa (Michele Scarponi)
- Österreich-Rundfahrt

Prologo (Oscar Gatto)
4ª tappa (Miguel Ángel López)
- Vuelta a Burgos

5ª tappa (Miguel Ángel López)
- Tour of Almaty

1ª tappa (Aleksej Lucenko)
2ª tappa (Jakob Fuglsang)
Classifica generale (Aleksej Lucenko)

### Corse in linea
Continental
Gran Premio Bruno Beghelli (Luis León Sánchez)

### Campionati nazionali
- Campionati kazaki

In linea (Artëm Zacharov)
Cronometro (Žandos Bižigitov)
- Campionati italiani

In linea (Fabio Aru)

## Classifiche UCI

### Calendario mondiale UCI
Individuale
Piazzamenti dei corridori dell'Astana Pro Team nella classifica individuale dell'UCI World Tour 2017.
| Pos. | Ciclista                 | Punti |
| ---- | ------------------------ | ----- |
| 26   | Fabio Aru                | 1214  |
| 48   | Jakob Fuglsang           | 776   |
| 78   | Miguel Ángel López       | 520   |
| 91   | Aleksej Lucenko          | 409   |
| 92   | Michael Valgren Andersen | 405   |
| 107  | Jesper Hansen            | 309   |
| 119  | Luis León Sánchez        | 247   |
| 132  | Oscar Gatto              | 190   |
| 137  | Pello Bilbao             | 174   |
| 144  | Sergej Černeckij         | 161   |
| 191  | Matti Breschel           | 95    |
| 194  | Andrej Zejc              | 93    |
| 197  | Dario Cataldo            | 89    |
| 201  | Andrij Hrivko            | 86    |
| 233  | Laurens De Vreese        | 64    |
| 263  | Tanel Kangert            | 49    |
| 293  | Michele Scarponi         | 35    |
| 319  | Ruslan Tileubaev         | 24    |
| 343  | Truls Engen Korsæth      | 20    |
| 372  | Riccardo Minali          | 11    |
| 383  | Bachtijar Kožataev       | 10    |
| 387  | Nikita Stal'nov          | 8     |
| 398  | Paolo Tiralongo          | 5     |
| 399  | Žandos Bižigitov         | 5     |
| 400  | Moreno Moser             | 5     |
| 405  | Dmitrij Gruzdev          | 5     |
| 408  | Daniil Fominych          | 5     |
| 415  | Artëm Zacharov           | 4     |

Squadra
La squadra Team Astana Pro Team ha chiuso in quindicesima posizione con 5 018 punti.